# Edel duizendblad
Edel duizendblad (Achillea nobilis) is een soort uit de composietenfamilie. Het is inheems in Eurazië, wijdverbreid in het grootste deel van Europa (behalve Scandinavië en de Britse Eilanden) en ook aanwezig in Turkije, de Kaukasus en Centraal-Azië. De plant is naar verluidt aanwezig in de provincie Xinjiang in het westen van China, maar dit is gebaseerd op een enkel herbariumexemplaar dat in de 19e eeuw is verzameld. De soort wordt op grote schaal gekweekt en is verwilderd buiten zijn verspreidingsgebied in Noord-Amerika en andere delen van de wereld.

## Kenmerken
Achillea nobilis heeft roomwitachtige of gele bloemen en lijkt op duizendblad (Achillea millefolium), behalve met meer bloemhoofdjes die kleiner zijn. . De schermachtige hele bloeiwijze bevat talrijke komvormige gedeeltelijke bloeiwijzen en in totaal meestal meer dan 50 koppen. De bloeiperiode is juni tot augustus. De bladeren van Achillea millefolium zijn veel fijner ontleed in naaldachtige segmenten.
Het middelgroene blad vormt in het vroege voorjaar een laaggroeiende klomp en produceert in het late voorjaar bloeiende stengels die tot 75 cm hoog kunnen worden; de stelen eindigen in platte bloemtrossen (schermen). Het blad en de stengels zijn bedekt met zachte haren.
Het chromosoomgetal is 2n = 18.

## Foto's

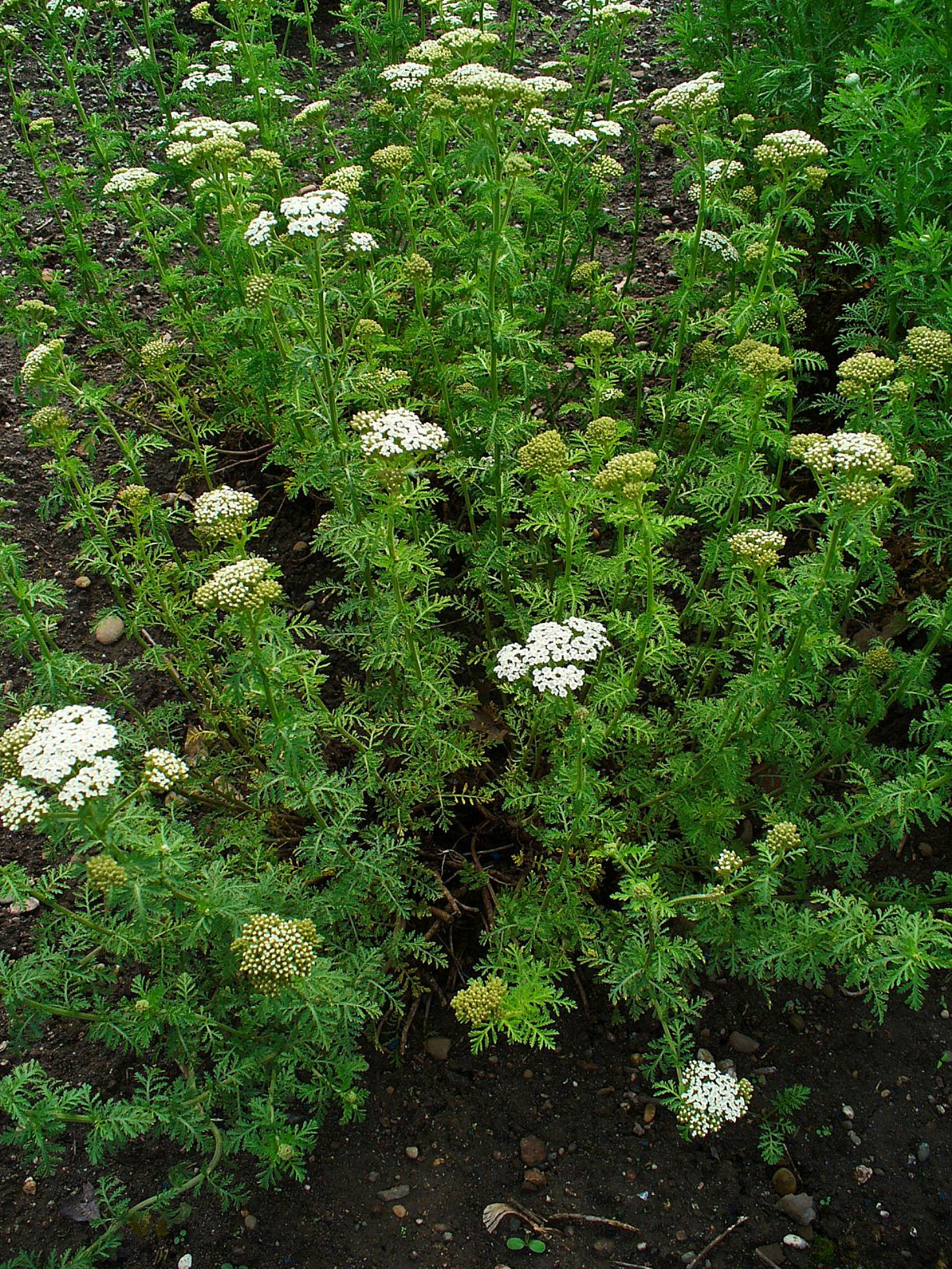
Bladeren
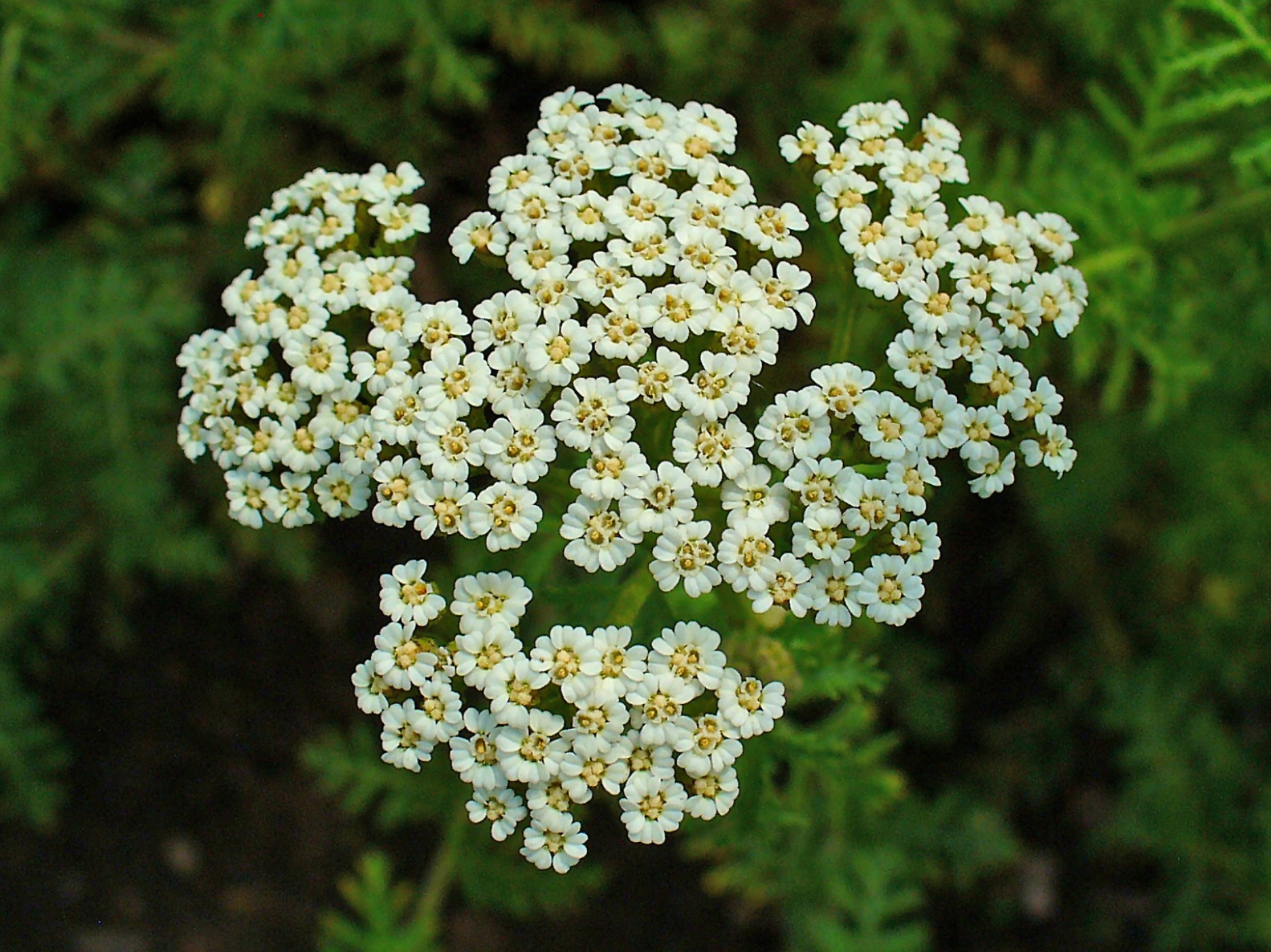
Bloemhoofdjes

... · 
A. abrotanoides · 
A. ageratum · 
Achillea filipendulina (Geel duizendblad) · 
A. millefolium (Duizendblad) · 
A. ptarmica (Wilde bertram) · 
...